# Казармы Селимие
Казармы Селимие (тур. Selimiye Kışlası) — казармы турецкой армии, расположенные в районе Ускюдар в азиатской части города Стамбула. Представляют собой громадное массивное каменное трех-пятиэтажное (за счет рельефа местности) здание в форме каре с большим изолированным внутренним парадным двором.

## История
Первые здания на этом месте начали строить в 1799 году в период правления султана Селима III во время реформ, известных в турецкой истории как «Низам-и Джедид» (Новый порядок), которые проводились с целью догнать в политическом и военном отношении развитые европейские государства. Казармы были построены по проекту  Крикора Баляна (1764—1831) представителя известного архитектурного клана Бальянов.
Изначально казармы были простыми деревянными сооружениями, поставленными на фундаменты из тесаного камня, в которых впоследствии размещались первые подразделения новой турецкой регулярной армии. Эти бараки были сожжены в 1806 году в ходе восстания янычаров, выступавших против реформ и низложивших Селима III. Восстание янычар было жестко подавлено войсками, верными новому султану Махмуду II, истребление янычар было объявлено Мехметом II богоугодным делом, все они почти поголовно были отловлены, вырезаны и передушены.
По приказу султана Махмуда II перестройка каменных казарм началась в 1825 году и была завершена 6 февраля 1828 года.
Во время Крымской войны (1854-56 гг.) казармы были выделены британской армии, которая находилась на пути из Британии в Крым. После ухода британских военных на фронт в казармах был создан временный военный госпиталь. Сюда 4 ноября 1854 года прибыла Флоренс Найтингейл с 37 добровольными медсестрами. Они ухаживали за тысячами раненых и заражённых солдат и возвратились в Британию в 1857 году. Во время войны в казармах Селимие погибло около 6000 солдат, главным образом в результате эпидемии холеры. Мертвых хоронили на участке рядом с казармами, который впоследствии стал кладбищем Хайдарпаша.

Крымская война
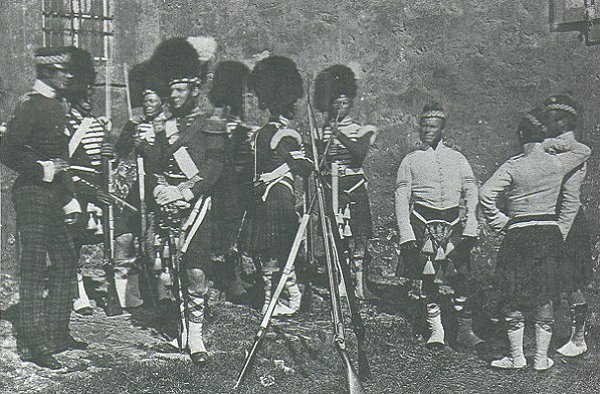
офицеры и солдаты 93-го Горного полка, незадолго до их участия в Крымской войне, 1854 год.
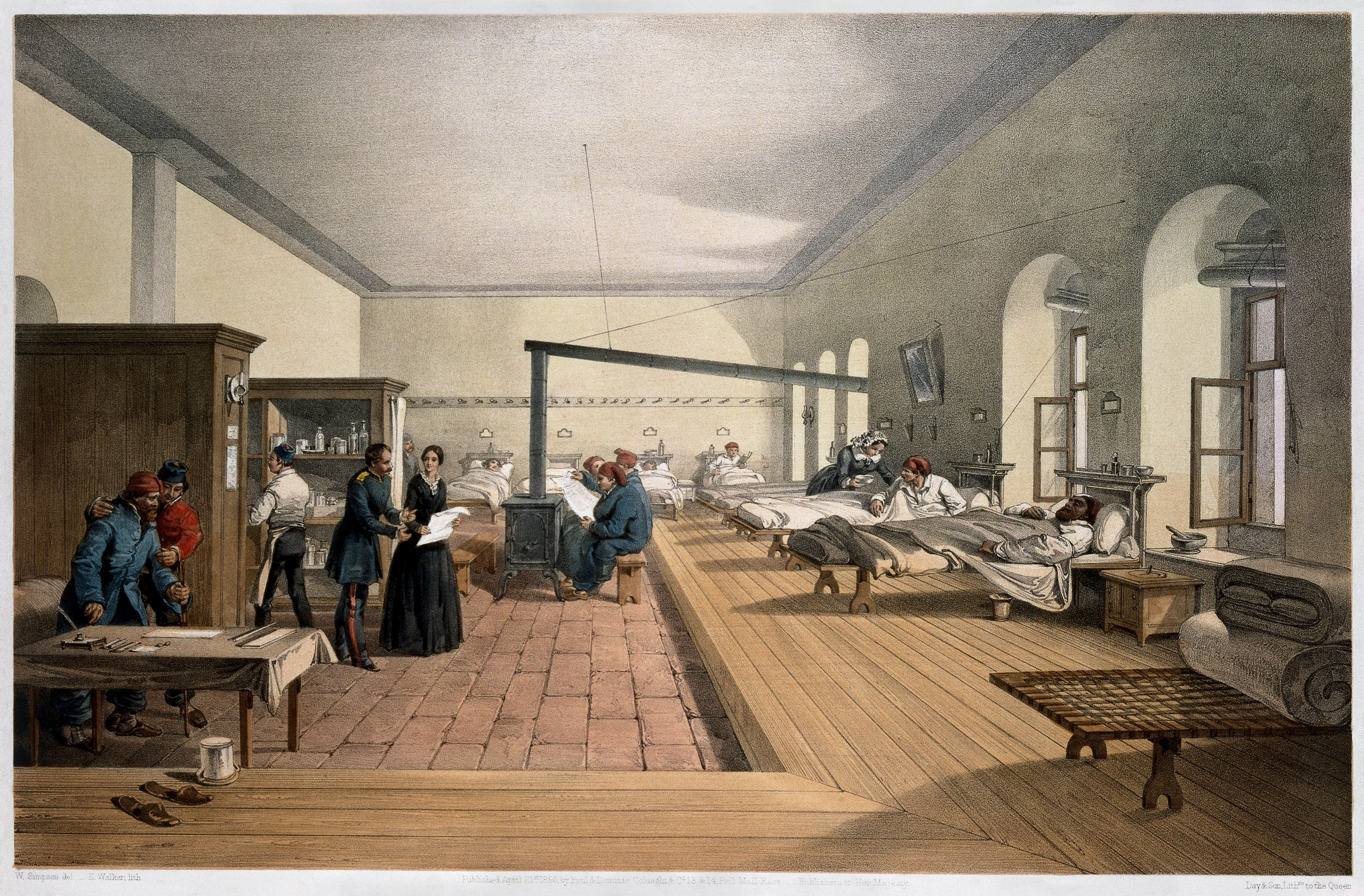
Литография 1856 года, когда в казармах был военный госпиталь во время Крымской войны.
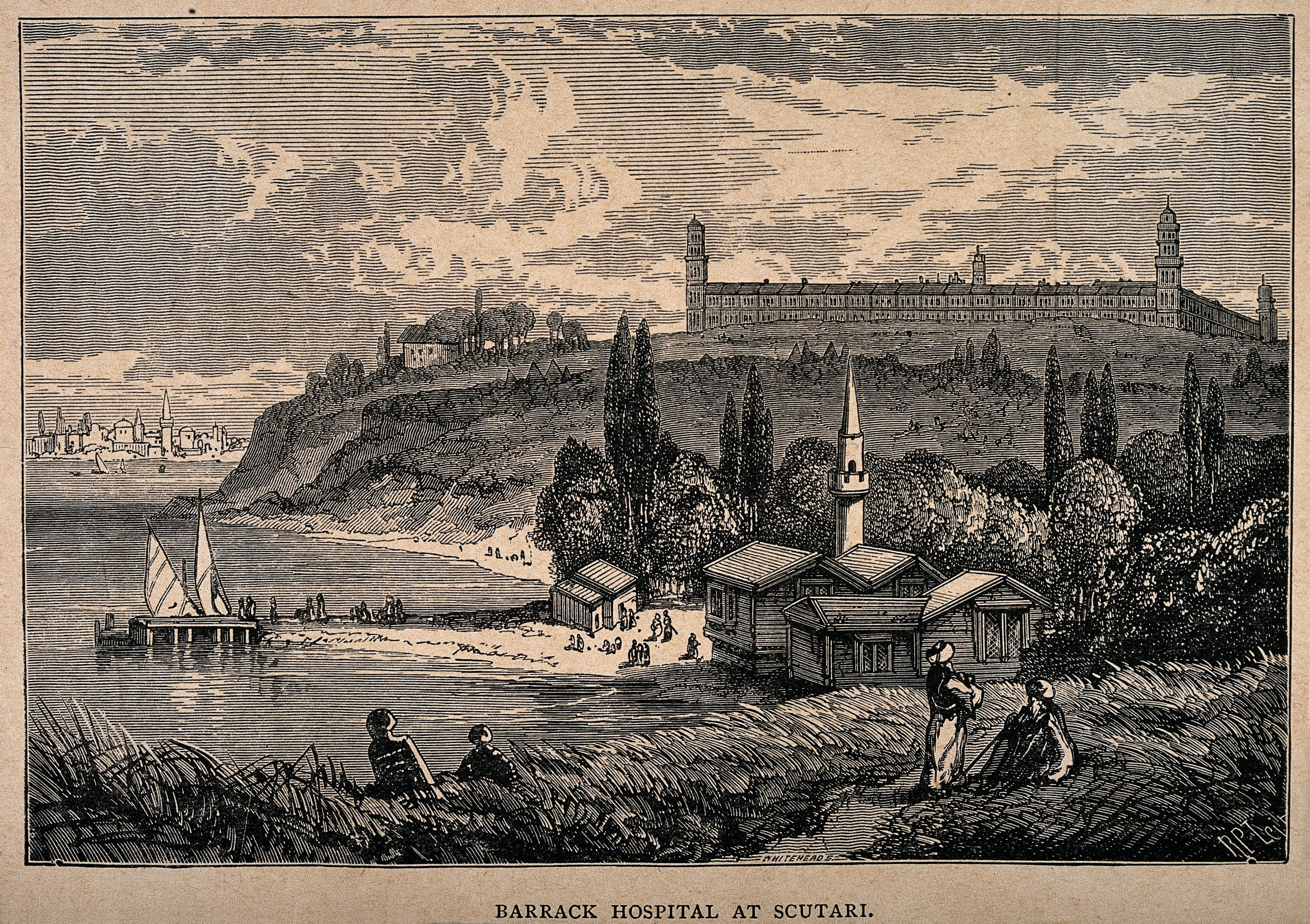
Литография 1850-х годов с видом на Казармы Селимие

## Настоящее время
В настоящее время в здании казарм расположен штаб 1-й полевой армии Сухопутных войск Турции.
В самой северной башне казармы расположен музей Флоренс Найтингейл. Первый этаж полностью посвящен истории Крымской войны: уникальные и редкие фотографии военных лет, письма солдат и офицеров, дневники и воспоминания участников сражений, второй и третий этажи посвящены самой Найтингейл.